# Tour Down Under 2009
De Tour Down Under 2009 (Engels: 2009 Tour Down Under) was de elfde editie van de meerdaagse wielerwedstrijd die rondom Adelaide in Australië werd gehouden van 20 tot en met 25 januari 2009. De editie van 2009 maakte, net als de editie van 2008, deel uit van de UCI ProTour. Het is de eerste niet Europese koers die hier onderdeel van uitmaakt.
De wedstrijd kreeg een veelvoud van de media-aandacht die het de vorige edities kreeg, want Lance Armstrong maakte zijn comeback: het was zijn eerste wedstrijd sinds zijn zevende eindoverwinning van de Ronde van Frankrijk in 2005.
De proloog werd op 18 januari verreden door middel van de 'Cancer Council Classic', welke uitslag niet telt voor het klassement en ook geen deel uitmaakt van de UCI ProTour.
De overwinning bleef voor de zesde keer in Australië. Allan Davis, dit jaar voor de Belgische Quick·Step-formatie koersend en deelnemer aan alle elf verreden edities, werd de vijfde Australische winnaar na Stuart O'Grady (1999, 2001), Michael Rogers (2002), Patrick Jonker (2004) en Simon Gerrans (2006).

## Startlijst
De teams op deze lijst zijn de achttien teams van de UCI ProTour 2009, aangevuld met het Australische Team UniSA-Australia (Universiteit van Zuid-Australië). Elk team ging met zeven renners van start. De opvallendste naam op de startlijst was die van Lance Armstrong, die zijn wielercarrière hervatte.
| Team Columbia | Astana | AG2R-La Mondiale |
| - 01. André Greipel (winnaar 1e etappe; opgave in 3e etappe) - 02. George Hincapie - 03. Michael Rogers - 04. Bernhard Eisel - 05. Mark Renshaw - 06. Greg Henderson - 07. Adam Hansen | - 11. Lance Armstrong - 12. Assan Bazayev - 13. Jesús Hernández - 14. Michael Schär (opgave in 3e etappe) - 15. Maksim Iglinski - 16. Steve Morabito - 17. José Luis Rubiera | - 21. Martin Elmiger - 22. Sébastien Hinault - 23. Vladimir Jefimkin - 24. Alexandru Pliușchin - 25. Nicolas Roche - 26. René Mandri - 27. Aleksandr Jefimkin                                         |
| Silence-Lotto | Team Katjoesja | Team CSC Saxo Bank |
| - 31. Mario Aerts - 32. Glenn D'Hollander - 33. Pieter Jacobs - 34. Olivier Kaisen - 35. Jonas Ljungblad - 36. Matthew Lloyd - 37. Tom Stubbe                                          | - 41. Robbie McEwen - 42. Gert Steegmans - 43. Kenny Dehaes - 44. Joan Horrach - 45. Stijn Vandenbergh - 46. Sergej Klimov - 47. Nikolaj Troesov                             | - 51. Stuart O'Grady - 52. Jens Voigt - 53. Nicki Sørensen - 54. Kasper Klostergaard - 55. Matthew Goss - 56. Frank Høj - 57. Anders Lund                                                             |
| Bouygues Télécom | Cofidis | La Française des Jeux |
| - 61. Matthieu Sprick - 62. Mathieu Claude - 63. Vincent Jérôme - 64. Laurent Lefèvre - 65. Rony Martias - 66. Alexandre Pichot - 67. Perrig Quéméneur                                 | - 71. David Moncoutié - 72. Mickaël Buffaz - 73. Aljaksandr Oesaw - 74. Guillaume Blot - 75. Florent Brard - 76. Julien El Fares - 77. Rein Taaramäe                         | - 81. Mikaël Cherel - 82. Rémy Di Grégorio (opgave in 3e etappe) - 83. Tim Gudsell (opgave in 3e etappe) - 84. Jussi Veikkanen - 85. Yoann Offredo - 86. Jérémy Roy - 87. Wesley Sulzberger           |
| Caisse d'Epargne | Quick·Step | Euskaltel-Euskadi |
| - 91. Óscar Pereiro - 92. Luis León Sánchez - 93. José Joaquín Rojas - 94. Pablo Lastras - 95. Mathieu Perget - 96. Imanol Erviti - 97. Mathieu Drujon                                 | - 101. Allan Davis (winnaar 2e etappe) - 102. Matteo Tosatto - 103. Dries Devenyns - 104. Davide Malacarne - 105. Francesco Reda - 106. Hubert Schwab - 107. Kurt Hovelynck  | - 111. Josu Agirre - 112. Pablo Urtasun - 113. Iñaki Isasi - 114. Andoni Lafuente - 115. Markel Irizar - 116. Sergio De Lis - 117. Aitor Hernández                                                    |
| Team Milram | Lampre-NGC | Rabobank |
| - 121. Christian Knees - 122. Luca Barla - 123. Martin Müller - 124. Markus Eichler (opgave in 3e etappe) - 125. Wim Stroetinga - 126. Thomas Rohregger - 127. Ronny Scholz            | - 131. Matteo Bono - 132. Emanuele Bindi - 133. Andrea Grendene - 134. Mauro Santambrogio - 135. Vitalij Boets - 136. Volodymyr Zagorodni - 137. David Loosli                | - 141. Graeme Brown (winnaar 3e etappe) - 142. Stef Clement - 143. Mathew Hayman - 144. Jos van Emden - 145. Rick Flens - 146. Tom Leezer - 147. Kai Reus (opgave in 3e etappe)                       |
| Liquigas (wielerploeg) | Garmin-Slipstream | Fuji-Servetto |
| - 151. Maciej Bodnar - 152. Claudio Corioni - 153. Gianni Da Ros - 154. Jacopo Guarnieri - 155. Aljaksandr Koetsjynski - 156. Francesco Chicchi - 157. Frederik Willems                | - 161. Julian Dean - 162. Trent Lowe - 163. Timmy Duggan - 164. Chris Sutton - 165. Cameron Meyer - 166. Ryder Hesjedal - 167. Christian Meier                               | - 171. Daniele Nardello (opgave in 3e etappe) - 172. Ermanno Capelli (opgave in 3e etappe) - 173. Hilton Clarke - 174. Javier Mejías - 175. Davide Viganò - 176. William Walker - 177. Iván Domínguez |
| UniSA-Australia | | |
| - 181. Baden Cooke (opgave in 3e etappe) - 182. Aaron Kemps - 183. Scott Davis - 184. Travis Meyer - 185. Jack Bobridge - 186. Simon Clarke - 187. Matthew Wilson                      | | |

| etappe  | datum      | start                                                     | finish                                                    | afstand | winnaar           | klassementsleider |
| ------- | ---------- | --------------------------------------------------------- | --------------------------------------------------------- | ------- | ----------------- | ----------------- |
| proloog | 18 januari | 'Cancer Counsil Classic' op het Adelaide East End Circuit | 'Cancer Counsil Classic' op het Adelaide East End Circuit | 51 km   | Robbie McEwen     |                   |
| 1e      | 20 januari | Norwood                                                   | Mawson lakes                                              | 140 km  | André Greipel     | André Greipel     |
| 2e      | 21 januari | Hahndorf                                                  | Stirling                                                  | 144 km  | Allan Davis       | Allan Davis       |
| 3e      | 22 januari | Unley                                                     | Victor Harbor                                             | 136 km  | Graeme Brown      | Allan Davis       |
| 4e      | 23 januari | Burnside Village                                          | Angaston.                                                 | 143 km  | Allan Davis       | Allan Davis       |
| 5e      | 24 januari | Snapper Point                                             | Willunga                                                  | 148 km  | Allan Davis       | Allan Davis       |
| 6e      | 25 januari | Adelaide East End Circuit                                 | Adelaide East End Circuit                                 | 90 km   | Francesco Chicchi | Allan Davis       |

## Cancer Coucil Classic
| rang                     | renner             | land      | tijd       |
| ------------------------ | ------------------ | --------- | ---------- |
| 1                        | Robbie McEwen      | Australië | 1u. 04'32" |
| 2                        | Wim Stroetinga     | Nederland | z.t.       |
| 3                        | Graeme Brown       | Australië | z.t.       |
| 4                        | André Greipel      | Duitsland | z.t.       |
| 5                        | José Joaquín Rojas | Spanje    | z.t.       |
| 6                        | Allan Davis        | Australië | z.t.       |
| 7                        | Baden Cooke        | Australië | z.t.       |
| 8                        | Francesco Chicchi  | Italië    | z.t.       |
| 9                        | Hilton Clarke      | Australië | z.t.       |
| 10                       | Chris Sutton       | Australië | z.t.       |
| Complete uitslag proloog |                    |           |            |

## Etappe-uitslagen
| rang                       | renner           | land          | tijd       |
| -------------------------- | ---------------- | ------------- | ---------- |
| 1                          | André Greipel    | Duitsland     | 3u. 45'27" |
| 2                          | Baden Cooke      | Australië     | z.t.       |
| 3                          | Stuart O'Grady   | Australië     | z.t.       |
| 4                          | Robbie McEwen    | Australië     | z.t.       |
| 5                          | Jacopo Guarnieri | Italië        | z.t.       |
| 6                          | Allan Davis      | Australië     | z.t.       |
| 7                          | Wim Stroetinga   | Nederland     | z.t.       |
| 8                          | Tim Gudsell      | Nieuw-Zeeland | z.t.       |
| 9                          | Luca Barla       | Italië        | z.t.       |
| 10                         | Andrea Grendene  | Italië        | z.t.       |
| Complete uitslag 1e etappe |                  |               |            |

| rang                       | renner             | land             | tijd       |
| -------------------------- | ------------------ | ---------------- | ---------- |
| 1                          | Allan Davis        | Australië        | 3u. 46'25" |
| 2                          | Graeme Brown       | Australië        | z.t.       |
| 3                          | Martin Elmiger     | Zwitserland      | op 2"      |
| 4                          | Stuart O'Grady     | Australië        | z.t.       |
| 5                          | George Hincapie    | Verenigde Staten | op 4"      |
| 6                          | José Joaquín Rojas | Spanje           | z.t.       |
| 7                          | Mauro Santambrogio | Italië           | z.t.       |
| 8                          | Tom Leezer         | Nederland        | z.t.       |
| 9                          | Mickaël Buffaz     | Frankrijk        | z.t.       |
| 10                         | André Greipel      | Duitsland        | z.t.       |
| Complete uitslag 2e etappe |                    |                  |            |

| rang                       | renner             | land             | tijd       |
| -------------------------- | ------------------ | ---------------- | ---------- |
| 1                          | Graeme Brown       | Australië        | 3u. 15'35" |
| 2                          | Allan Davis        | Australië        | z.t.       |
| 3                          | Stuart O'Grady     | Australië        | z.t.       |
| 4                          | George Hincapie    | Verenigde Staten | z.t.       |
| 5                          | Luis Sanchez       | Spanje           | z.t.       |
| 6                          | Martin Elmiger     | Zwitserland      | z.t.       |
| 7                          | José Joaquín Rojas | Spanje           | z.t.       |
| 8                          | Alexandre Pichot   | Frankrijk        | z.t.       |
| 9                          | Mauro Santambrogio | Italië           | z.t.       |
| 10                         | Mikaël Cherel      | Frankrijk        | z.t.       |
| Complete uitslag 3e etappe |                    |                  |            |

| rang                       | renner             | land      | tijd       |
| -------------------------- | ------------------ | --------- | ---------- |
| 1                          | Allan Davis        | Australië | 3u. 29'35" |
| 2                          | Graeme Brown       | Australië | z.t.       |
| 3                          | José Joaquín Rojas | Spanje    | z.t.       |
| 4                          | Stuart O'Grady     | Australië | z.t.       |
| 5                          | Mark Renshaw       | Australië | z.t.       |
| 6                          | Tom Leezer         | Nederland | z.t.       |
| 7                          | Davide Viganò      | Italië    | z.t.       |
| 8                          | Jussi Veikkanen    | Finland   | z.t.       |
| 9                          | Robbie McEwen      | Australië | z.t.       |
| 10                         | Sébastien Hinault  | Frankrijk | z.t.       |
| Complete uitslag 4e etappe |                    |           |            |

| rang                       | renner             | land        | tijd       |
| -------------------------- | ------------------ | ----------- | ---------- |
| 1                          | Allan Davis        | Australië   | 3u. 28'33" |
| 2                          | José Joaquín Rojas | Spanje      | z.t.       |
| 3                          | Martin Elmiger     | Zwitserland | z.t.       |
| 4                          | Stuart O'Grady     | Australië   | z.t.       |
| 5                          | Jérémy Roy         | Frankrijk   | z.t.       |
| 6                          | Laurent Lefèvre    | Frankrijk   | z.t.       |
| 7                          | Wesley Sulzberger  | Australië   | z.t.       |
| 8                          | Ryder Hesjedal     | Canada      | z.t.       |
| 9                          | Matthew Lloyd      | Australië   | z.t.       |
| 10                         | Julien El Fares    | Frankrijk   | z.t.       |
| Complete uitslag 5e etappe |                    |             |            |

| rang                       | renner             | land          | tijd       |
| -------------------------- | ------------------ | ------------- | ---------- |
| 1                          | Francesco Chicchi  | Italië        | 1u. 42'00" |
| 2                          | Robbie McEwen      | Australië     | z.t.       |
| 3                          | Graeme Brown       | Australië     | z.t.       |
| 4                          | Greg Henderson     | Nieuw-Zeeland | z.t.       |
| 5                          | José Joaquín Rojas | Spanje        | z.t.       |
| 6                          | Tom Leezer         | Nederland     | z.t.       |
| 7                          | Wim Stroetinga     | Nederland     | z.t.       |
| 8                          | Guillaume Blot     | Frankrijk     | z.t.       |
| 9                          | Jacopo Guarnieri   | Italië        | z.t.       |
| 10                         | Martin Elmiger     | Zwitserland   | z.t.       |
| Complete uitslag 6e etappe |                    |               |            |

## Algemeen klassement
| rang                 | renner                 | land             | tijd     |
| -------------------- | ---------------------- | ---------------- | -------- |
|                      | Allan Davis            | Australië        | 19:26.59 |
| 2                    | Stuart O'Grady         | Australië        | op 25"   |
| 3                    | José Joaquín Rojas     | Spanje           | op 30"   |
| 4                    | Martin Elmiger         | Zwitserland      | z.t.     |
| 5                    | Wesley Sulzberger      | Australië        | op 37"   |
| 6                    | Michael Rogers         | Australië        | op 38"   |
| 7                    | Matthew Wilson         | Australië        | op 39"   |
| 8                    | Mauro Santambrogio     | Italië           | op 40"   |
| 9                    | Jussi Veikkanen        | Finland          | z.t.     |
| 10                   | Mikaël Cherel          | Frankrijk        | z.t.     |
| 11                   | Ryder Hesjedal         | Canada           | z.t.     |
| 12                   | Luis Sanchez           | Spanje           | z.t.     |
| 13                   | George Hincapie        | Verenigde Staten | z.t.     |
| 14                   | Nicolas Roche          | Ierland          | op 44"   |
| 15                   | Mathieu Perget         | Frankrijk        | z.t.     |
| 16                   | Matthew Lloyd          | Australië        | z.t.     |
| 17                   | Jens Voigt             | Duitsland        | op 45"   |
| 18                   | Markel Irizar          | Spanje           | op 46"   |
| 19                   | Thomas Rohregger       | Oostenrijk       | op 49"   |
| 20                   | Jérémy Roy             | Frankrijk        | z.t.     |
| 21                   | Pablo Lastras          | Spanje           | z.t.     |
| 22                   | Aljaksandr Koetsjynski | Wit-Rusland      | z.t.     |
| 23                   | Simon Clarke           | Australië        | z.t.     |
| 24                   | Javier Mejías          | Spanje           | z.t.     |
| 25                   | Christian Meier        | Canada           | z.t.     |
| 26                   | Christian Meier        | Australië        | z.t.     |
| 27                   | Óscar Pereiro          | Spanje           | z.t.     |
| 28                   | Jesús Hernández        | Spanje           | z.t.     |
| 29                   | Lance Armstrong        | Verenigde Staten | z.t.     |
| 30                   | Perrig Quéméneur       | Frankrijk        | op 1'41" |
| Complete einduitslag |                        |                  |          |

| Sprint klassement | Sprint klassement | Sprint klassement | Sprint klassement |
| ----------------- | ----------------- | ----------------- | ----------------- |
| 1                 | Allan Davis       | AUS               | 30 punten         |
| 2                 | Graeme Brown      | AUS               | 24 punten         |
| 3                 | Andoni Lafuente   | AUS               | 20 punten         |

| Jongeren klassement | Jongeren klassement | Jongeren klassement | Jongeren klassement |
| ------------------- | ------------------- | ------------------- | ------------------- |
| 1                   | José Joaquín Rojas  | ESP                 | 19:27.29            |
| 2                   | Wesley Sulzberger   | AUS                 | + 0.07              |
| 3                   | Mikaël Cherel       | FRA                 | + 0.10              |

| Ploegen klassement | Ploegen klassement    | Ploegen klassement | Ploegen klassement |
| ------------------ | --------------------- | ------------------ | ------------------ |
| 1                  | La Française des Jeux | FRA                | 58:22.57           |
| 2                  | Caisse d'Epargne      | ESP                | + 0.08             |
| 3                  | AG2R-La Mondiale      | FRA                | + 0.11             |

| Belgen en Nederlanders | Belgen en Nederlanders | Belgen en Nederlanders | Belgen en Nederlanders |
| ---------------------- | ---------------------- | ---------------------- | ---------------------- |
| 41                     | Glenn D'Hollander      | BEL                    | + 3.29                 |
| 46                     | Frederik Willems       | BEL                    | + 5.35                 |
| 48                     | Tom Leezer             | NED                    | + 11.34                |
| 49                     | Tom Stubbe             | BEL                    | + 15.00                |
| 50                     | Dries Devenyns         | BEL                    | + 18.42                |
| 54                     | Mario Aerts            | BEL                    | + 22.38                |
| 64                     | Rick Flens             | NED                    | + 25.08                |
| 67                     | Stef Clement           | NED                    | + 26.09                |
| 71                     | Stijn Vandenbergh      | BEL                    | + 29.27                |
| 78                     | Jos van Emden          | NED                    | + 31.37                |
| 87                     | Kurt Hovelynck         | BEL                    | + 37.36                |
| 103                    | Olivier Kaisen         | BEL                    | + 44.49                |
| 112                    | Wim Stroetinga         | NED                    | + 54.33                |